# Ludvík Dvořáček
Ludvík Dvořáček (6. srpna 1910 – 23. ledna 1963) byl československý basketbalista, účastník olympijských her 1936, Mistrovství Evropy 1937 a třikrát mistr Československa v basketbale.
V basketbalové lize hrál za kluby YMCA Praha, Strakova akademie a AC Sparta Praha. Byl třikrát mistrem republiky, dvakrát vicemistrem a má čtyři třetí místa.
Československo reprezentoval na Olympijských hrách 1936 v Berlíně a na druhém Mistrovství Evropy v basketbale 1937 v Rize (7. místo). Za reprezentační družstvo Československa v letech 1933–1937 hrál celkem 14 zápasů. 

## Sportovní kariéra
Hráč klubů
- 1929–1931 YMCA Praha – 2× mistr Československa (1930, 1931)
- 1931–1939 Strakova akademie – 2× 2. místo (1933, 1938), 2× 3. místo (1932, 1939)
- 1939–1943 AC Sparta Praha – 1. místo (1940), 2× 3. místo (1941, 1942), 6. místo (1943)

Československo
- Olympijské hry 1936 Berlín, 3. kolo, 9. místo
- Mistrovství Evropy 1937 Riga (7. místo)